# アエリア
株式会社アエリア（英: Aeria Inc.）は、東京都港区に本社を置く、オンラインゲーム運営などを行っている企業。

## 沿革
- 2002年
  - 10月30日 - 株式会社コミュニケーションオンライン（2004年4月に楽天へ吸収合併）のインターネット及びモバイルソリューション事業部門並びに広告代理事業部門の会社分割（人的分割）により、東京都港区に資本金10百万円で株式会社アエリアを設立
  - 10月 - インターネットコム株式会社、株式会社ゲームポットを子会社として承継
  - 11月 - COOL ONLINE事業の株式会社コミュニケーションオンラインを株式交換により楽天へ譲渡
- 2003年3月 - 韓国ガガメルドットコム社49％出資分の買取により株式会社ゲームポットを完全子会社にする。
- 2004年12月15日 - 大阪証券取引所ヘラクレス市場上場。
- 2005年
  - 2月 - サイバー・ゼロ株式会社と資本及び業務提携
  - 7月 - 株式会社エム・ヴィ・ピーの株式70％を取得し、子会社化
  - 7月 - アセット・マネジャーズ株式会社及びアセット・インベスターズ株式会社（アセット・グループ）と資本及び業務提携
  - 8月 - 豊商事株式会社と業務提携
  - 11月 - 株式会社エアネットの株式100％を取得し、完全子会社化
  - 12月 - 投資事業を主に行う株式会社アエリアファイナンスを設立
  - 12月 - 株式会社ゲームポットが札幌アンビシャス市場に株式を上場
  - 12月 - ジュピターメディア社との合弁契約に基づき、ジュピターイメージ株式会社（出資比率30％）を設立
- 2006年
  - 4月 - 豊商事株式会社を持分法適用関連会社化（出資比率20％）
  - 4月 - 地域属性型コミュニティサービスを展開する株式会社エイジャックスネット（出資比率100％）を設立
  - 8月 - 米国におけるオンラインゲームの企画・配信・運営を行うAeria Games & Entertainment,Inc.（出資比率50％）を設立
  - 8月 - 株式会社アクワイアの株式を50.1％取得し、子会社化
  - 10月 - 版権管理を目的とした株式会社アエリアIPM（出資比率100％）を設立
  - 12月 - 大阪証券取引所ヘラクレス市場スタンダード銘柄に所属変更
  - 12月 - エイディシーテクノロジー株式会社を持分法適用関連会社化（出資比率20％）
- 2007年
  - 3月 - 大洸ホールディングス（現・あかつき本社）の株式を27.5％取得し、持分法適用関連会社化、金融事業へ進出。
  - 4月 - 株式会社エム・ヴィ・ピーの株式全株を譲渡し、子会社から除外
  - 6月 - 大洸ホールディングスの株式を追加取得、役員派遣を行い子会社化
  - 6月 - 株式会社クレゾーの株式100％を取得し、完全子会社化
  - 8月 - 金融システムの開発・販売を行うヴィータス・ソリューションズ株式会社（後・株式会社NEXUS ULTIMA、出資比率48.7％）を設立
  - 9月 - 株式会社インキュベート・パートナーズの株式80％を取得し、子会社化
  - 9月 - 黒川木徳フィナンシャルホールディングス株式会社（現・あかつき本社）の第三者割当引受（豊商事株式会社の株式を現物出資）
- 2008年
  - 4月 - ソネットエンタテインメントのTOBを受け株式会社ゲームポットの株式全株を譲渡し、子会社から除外
  - 6月 - 株式会社APMの株式100％を取得し、完全子会社化
  - 6月 - オプティモグラフィコ株式会社の株式100％を取得し、完全子会社化
  - 7月 - ダイトーエムイー株式会社を株式交換により完全子会社化
  - 8月 - 米国子会社Aeria Games & Entertainment,Inc.の子会社としてAeria Games Europe GmbHをドイツに設立
  - 11月 - 株式会社ダイトーエムイーの株式全株を譲渡し、子会社から除
  - 11月 - 株式会社アエリアファイナンスの解散を決議
- 2009年
  - 3月 - 株式会社NEXUS ULTIMAの解散を決議
  - 4月 - アジア・コンサルティング株式会社及びCorporate Finance Partners Beratungs-GmbHとの合弁契約に基づき、株式会社コーポレートファイナンスパートナーズ・アジア（出資比率50.0％）を設立
- 2010年
  - 2月 - 株式会社クレゾーの第三者割当増資により、株式会社クレゾー、黒川木徳フィナンシャルホールディングス株式会社及び黒川木徳証券株式会社（現・あかつき証券）が子会社から除外、金融事業から撤退。
  - 10月 - 大阪証券取引所ヘラクレス市場、同取引所JASDAQ市場及び同取引所NEO市場の統合に伴い大阪証券取引所JASDAQ（スタンダード）への市場変更
- 2011年
  - 9月 - オプティモグラフィコ株式会社の解散を決議
  - 10月 - 株式会社アクワイアの当社保有株式全部を売却、連結除外
  - 12月 - 株式会社アエリアアセットの当社保有株式全部を売却、連結除外
- 2012年
  - 11月 - 株式会社スリーエスの当社保有株式全部を売却、連結除外
  - 12月 - 中間持株会社AGGP Holdings,Inc.設立により、Aeria Games & Entertainment,Inc.を子会社から除外
- 株式会社スリーエスの当社保有株式全部を売却、連結除外
- 2014年
  - 12月 - 株式会社ガマニアデジタルエンターテインメント （現・エイジ）を株式交換により完全子会社化[5]。
- 2015年
  - 4月 - 株式会社インフォトップキャピタルを株式交換により完全子会社化及び株式会社インフォトップ（現・株式会社ファーストペンギン）を孫会社化[6]。
  - 6月 - 株式会社リベル・エンタテインメントを株式交換により完全子会社化[7]。
  - 10月 - ドラゴンズプロフェットの終了により、PC版オンラインゲームは全て撤退となる。
  - 10月 - 株式会社アルスガルドを株式交換により完全子会社化[8]。
  - 12月 - 株式会社GESIを株式交換により完全子会社化[9]。
- 2016年2月 - 株式会社アエリアゲームズを設立。
- 2017年
  - 6月 - 株式会社アリスマティックを株式交換により完全子会社化[10]。
  - 7月 - 株式会社グッドビジョンを株式交換により完全子会社化[11]。
  - 7月 - Twist合同会社を株式取得により完全子会社化[12]
  - 8月 - 株式会社Impressionを株式交換により完全子会社化
  - 8月 - 株式会社サクラゲートを株式交換により完全子会社化[13]。
  - 10月 - 株式会社エイタロウソフトを株式交換により子会社化
  - 9月 - 株式会社ゼノバースを株式交換により完全子会社化
  - 9月 - 株式会社アエリア投資弐号を株式取得により子会社化及び株式会社トータルマネージメントを孫会社化[14]。
  - 10月 - 株式会社GG7を株式交換により完全子会社化[15]。
  - 10月 - エイタロウソフトを完全子会社化[16]
- 2018年
  - 6月 - 株式会社サイバードを完全子会社化[17]。
  - 11月 - エイタロウソフトの全株式を売却[18]
- 2019年
  - 1月 - 株式会社アエリアコンテンツ・ホールディングスを株式移転により設立
  - 11月 - 株式会社インベストオンラインを株式取得により子会社化[19]
- 2020年
  - 12月 - 株式会社エクスフィット（出資比率100％）を設立

## 子会社

### ゲーム関連
- アエリアコンテンツ・ホールディングス
  - リベル・エンタテインメント
  - サイバード
  - アリスマティック
- ソアラボ
- チームゼロ (旧ハイパーノバ)
- サクラゲート
- グッドビジョン
- エイジ (旧ガマニアデジタルエンターテインメント)
- エンパシーゲームズ
- アエリアゲームズ
- コントラス (NuZeeとの合弁[20])
- ゼノバース (MAJOR LTD.より事業譲受[21])
- プレイワンゲーミング (網銀国際股份との合弁)
- エクスフィット[22]

### その他
- ファーストペンギン (旧インフォトップ)
- エアネット
- Twist
- Impression
- トータルマネージメント
- クレイオ

### かつての子会社
- GG7[23]
- ゲームポット (現GMOゲームポット)
- ダイトーエムイー
- エイタロウソフト
- A&E Games (エディアとの合弁)
- アスガルド
- 清匠
- GESI[24]
- アクワイア (ゲーム会社)
- アエリアワン

## 主なゲームタイトル
元子会社のエイタロウソフトが提供していたゲームについてはエイタロウソフト#主なタイトルを、解散した子会社のアスガルドが提供していたゲームについてはアスガルド (企業)#コンピュータゲームを参照。

### サービス中
- アエリアゲームズ
  - Yahoo!ゲームのミニゲーム各種
- リベル・エンタテインメント → リベル・エンタテインメント#ゲーム一覧
- アリスマティック
  - イケない契約結婚+
  - 社内のケダモノっ!?+
  - お伽の王子様と誘惑マリアージュ
  - 旦那さまが7人いる!?
  - 89人のイケメンと浮気
  - かれぺっとGAMES 2013年1月開始[25]
  - 王子さまとイケない契約結婚 2013年12月開始[26]
  - イケない後宮遊戯 2015年3月開始[27]
  - ドSに恋して～スイートルームで秘密の支配～ 2016年7月開始[28]
  - 契約結婚～大統領と秘密の花嫁！？～ 2017年9月開始[29]
  - WolfToxic-オオカミ男に気をつけろ- 2018年3月開始[30]
- arithmetic bl series (アリスマティックのブランド)
  - 干支かれ～十二支に猫が漏れた理由～ 2019年2月開始
- エイジ → エイジ (企業)#提供中のオンラインゲーム
- サイバード → サイバード (企業)#主な提供ゲーム
- サクラゲート → サクラゲート#過去のゲーム

### 買い切り
- エクスフィット[31]
  - フィットネスランナー（2022年11月24日発売[32]、Nintendo Switch向け）

### 開発中
- 眠りと境界のアルカナ

### 他社移管
- CASINO王国 (原名：星城 Online[33]。2019年2月25日開始[33]～他社移管) ※台湾の網銀國際股份開発、プレイワンゲーミング提供、LILY AMBER RAFFINAへと移管

### サービス停止中
- 魔法珈琲専門学校モカデミア (2017年2月25日開始〜2018年2月中断) ※子会社のコントラスが提供

### サービス終了または終了予定
PC
- セフィロス (2008年12月26日開始[34]～2009年6月30日終了[35]) ※韓IMAZICが開発
- ナインテイルオンライン (2010年10月7日オープンβ開始[36]、10月15日正式サービス開始～2011年10月31日終了[37]) ※台湾の傳奇網路遊戲股份 (X-Legend Entertainment（中国語版）)が開発
- ナイトエイジ (2011年5月1日オープンβ開始[38]、2011年6月10日第二次オープンβ開始[39]、2011年10月14日中断[40]、2012年2月20日終了[40]) ※韓Gnisoftが開発
- ミスティックストーン (2009年9月9日オープンβ開始[41]、9月15日正式サービス開始[42]～2014年10月31日終了[43]) ※台湾の思維工坊股份 (Runewaker Entertainment（英語版）) が開発
- グランドファンタジア (2009年5月1日オープンβ開始[44]、2009年5月14日正式サービス開始[45]〜2015年6月30日終了[46]) ※台湾の傳奇網路遊戲股份 (X-LEGEND Entertainment) が開発
- ドラゴンズプロフェット (2013年6月7日オープンβ開始[47]、2013年6月11日正式サービス開始[48]～2015年10月30日終了[49]) ※台湾の思維工坊股份 (Runewaker Entertainment) が開発

ブラウザ/モバイル
- つくろう! にゃんこの街 (2010年3月2日開始[50]〜2011年8月5日終了[51]) ※ゼロディブが開発
- DragonMaster (2010年3月29日先行プレイテスト開始[52]、2010年4月2日正式サービス開始[53]～2010年12月27日終了[54]) ※北京御游海科技が開発
- つくろう米・野菜 〜農力村〜 (2010年5月26日[55]〜 ) ※サイバー・ゼロ、ハナツキが協力、子会社のAMEが配信 (AMEは後に子会社から外れる[56])
- ラストコンカー (2010年6月4日開始～2011年2月28日終了[57]) ※杭州泛城科技が開発
- つくろう! にゃんこの街2 (2010年6月22日開始[58]〜)
- 黄金のアレグリア (2010年10月14日開始[59]～2012年11月30日終了[60]) ※中国の巨人網絡集団 (Giant Interactive Group) が開発
- 一緒に住もうよ♪にゃんこのまち (2011年10月25日開始[61]〜)
- ソーサリアン for iOS (2012年2月23日開始[62]〜2016年8月5日終了[63]) ※日本ファルコムとの協業
- フレッシュ☆ゴルフ 青空いんぱくと!! (2012年7月20日開始[64]〜2014年10月10日終了)
- 夏休みの恋人 for iOS (2012年9月26日[65]〜2013年9月30日[66])
- Code of Shadow ～路地裏バトル～ (2012年11月22日開始[67]〜2013年2月28日終了[68])
- どこでもリズム (2012年10月5日開始[69]〜2014年10月10日終了[70])
- 無人島ライフ (2012年12月4日開始[71]〜2013年終了)
- 幾千夜物語 (2012年12月14日開始[72]〜2013年12月13日終了) ※モンスター・ラボ開発
- スマッシュ☆テニス ラブショット!! (2013年5月31日開始[73]〜2014年10月10日終了[74])
- リズムアイドル (2013年8月6日開始[75]〜2014年終了)
- ガンガン!! バトルRUSH! (2013年8月8日開始[76]〜2016年6月30日終了[77])
- 三国志征王伝 (2013年5月1日開始[78]〜2014年終了)
- アバチャーパズパズ (2013年11月1日開始[79]〜2014年終了)
- きままにペットライフ (2013年11月7日開始[80]〜2015年終了)
- 鍛冶屋とドラゴン (2013年11月21日開始[81]〜2014年12月12日終了[82])
- マジックガムボール (2013年12月10日開始[83]〜) ※米Pencil Test Studiosが開発
- ストラタジア (2014年3月12日開始[84]〜2015年12月14日終了) ※モンスター・ラボ開発
- クライムギャング (2014年3月14日開始[85]〜)
- Klee ～月ノ雫舞う街より～ (2014年4月15日開始[86]〜2017年11月20日終了[87]) ※ネイロとの共同企画・開発
- ふりふりタマゴ (2014年5月1日開始[88]〜)
- にゃん友パズルフィーバー (2014年5月22日開始[89]〜2015年終了)
- ヴァリアスモンスターズ (2014年7月29日開始[90]〜2015年11月20日終了)
- アナザーファンタジーストーリー～復活の戦士達～ (2015年2月18日開始[91]〜2015年6月8日終了[92])
- パラナイ～守護騎士 Palladium Knights～ (2015年4月1日開始[93]〜2016年5月16日終了[94])
- プリズムファンタジア ～精霊物語～ (2015年5月22日開始[95]〜2015年10月14日終了[96])
- ずんば ～ニュースを集めて育てましょ～ (2015年7月10日開始[97]〜)
- 戦乱の烽火 ～三国志英雄戦記～ (2016年10月25日開始～2017年6月28日終了[98]) ※上海美峰数碼科技が開発、ソアラボがローカライズ及び配信[99]
- エルクロニカ (開発名: ZEUS) (2016年8月18日開始[100]～2017年9月28日終了) ※韓A2X GAMESが開発、GESIが配信[101]
- 秘密の宿屋 (2017年5月23日開始[102]～2018年3月19日終了) ※GESIが配信
- スターリーガールズ (2016年12月9日開始～2018年7月27日終了[103]) ※角川ゲームスが開発、アエリアゲームズが配信
- Youと恋する90日間 (2017年4月27日開始[104][105]～2019年1月25日終了[106]) ※アリスマティックとUUUMの共同開発、UUUMが配信[104]
- DYNAMIC CHORD JAM&JOIN!!!! 2019年04月終了[107] ※アスガルドよりアリスマティックが引き継ぎ
- 15少年漂流島 (2018年3月22日開始～2019年4月26日終了[108]) ※チームゼロが配信
- テンカウント another days for Ameba (2018年3月22日開始[109]～2019年10月31日終了[110]) ※アリスマティックが配信
- 彼コレクション (2019年6月7日開始[111]〜2020年4月3日終了[112]) ※アリスマティックが配信
- テンカウント for App react 2019年1月8日開始～2020年6月30日終了[113] ※アリスマティックが配信
- HappyTube VR 2018年6月配信 ※チームゼロが配信
- Chain Blood―かぞく婚― 2017年6月開始 ※A×BLブランド[114]
- FuluBeatVR 2017年7月配信 ※チームゼロが配信
- Symphony Line VR 2018年1月配信 ※チームゼロが配信
- ブロックチェーン・トレカ 2018年7月開始[115]～2022年8月11日終了[116]
- シンデレラと100億ドルの王子様 2015年7月開始〜2024年9月16日終了予定[117] ※アリスマティックが配信
- Wプロポーズ～深夜のイケない三角関係 2015年8月開始〜2024年10月25日終了予定[118] ※アリスマティックが配信

### サービス中止および運営移管
- ギロチンハウス (2010年9月30日開始[119]～2011年2月28日中止[120]) ※アエリア開発・配信。サービス終了では無く中止と発表[120]
- DOFUS (2010年9月20日オープンβ開始[121]、9月27日正式サービス開始[122]～2011年4月1日Ankama Japanへ運営移管[123]) ※仏Ankama（英語版）開発

### 開発中止
- バトルコロジー (2010年4月16日〜19日クローズドβテスト[124]、2011年6月13日契約終了を発表[125]) ※韓NPLUTO開発
- DivineSoul (2012年11月25日～28日オープンテクニカルテスト[126]、11月30日〜12月3日オープン評価テスト[126][127]、発表の無いまま終了) ※韓GamePrix開発
- ACTIVE FANTASIA (2013年5月2日開発を発表[128]) ※韓PLAYNERYとの共同開発[128]
- 女性向け位置情報ゲーム (2017年10月31日開発を発表[129]、2019年1月7日開発子会社解散[130]) ※A&E Games (エディアとの合弁会社) 開発[129]

PC版オンラインゲームについては版権元（主に海外）からの購入したものがほとんどであり、同社は企画運営がメイン業務となっていた。そのため、日本独自機能を実施するには調整が必要だったこと、オリジナルアップデート（仕様変更）に対し日本語化に時間がかかるため更新が遅い等の問題があった。